# Глотовка (Ульяновська область)
Глотовка (рос. Глотовка) — робітниче селище в Інзенському районі Ульяновської області Російської Федерації.
Населення становить 1837 осіб. Входить до складу муніципального утворення Глотовське міське поселення.

## Історія
Від 2004 року входить до складу муніципального утворення Глотовське міське поселення.

## Населення
| 1959  | 1970  | 1979  | 1989  | 2002  | 2009  | 2010  |
| ----- | ----- | ----- | ----- | ----- | ----- | ----- |
| 5670  | ↘4968 | ↘3926 | ↘3504 | ↘3066 | ↘2796 | ↘2428 |
| 2012  | 2013  | 2014  | 2015  | 2016  | 2017  | 2018  |
| ↘2354 | ↘2283 | ↘2204 | ↘2138 | ↘2083 | ↘2033 | ↘1989 |
| 2019  | 2020  | 2021  |       |       |       |       |
| ↘1916 | ↘1841 | ↘1837 |       |       |       |       |